# Lai Hưng
Lai Hưng là một xã thuộc huyện Bàu Bàng, tỉnh Bình Dương, Việt Nam.

## Địa lý
Xã Lai Hưng nằm ở khu vực phía nam của huyện Bàu Bàng, có vị trí địa lý:
- Phía bắc giáp thị trấn Lai Uyên
- Phía đông giáp thành phố Bến Cát và xã Tân Hưng
- Phía nam giáp thành phố Bến Cát
- Phía tây giáp xã Long Nguyên.

Xã Lai Hưng có diện tích 47,77 km², dân số năm 2021 là 17.495 người, mật độ dân số đạt 366 người/km².

## Hành chính
Xã Lai Hưng được chia thành 4 ấp: Bến Tượng, Cầu Đôi, Cầu Sắt, Lai Khê.

## Lịch sử
Năm 1986, xã Lai Hưng được sáp nhập thêm xã Bến Tượng và vẫn giữ tên Lai Hưng.
Xã Lai Hưng sau khi sáp nhập có diện tích tự nhiên 62,00 km² với 6.661 người.

## Giao thông
Xã Lai Hưng có Quốc lộ 13 chạy qua theo hướng Bắc - Nam.